# Neoscona chrysanthusi
Neoscona chrysanthusi là một loài nhện trong họ Araneidae.
Loài này thuộc chi Neoscona. Neoscona chrysanthusi được miêu tả năm 1981 bởi Benoy Krishna Tikader & Bal.